# Thaipusam
Thaipusam (tamil. தைப்பூசம) – święto hinduistyczne obchodzone w południowych Indiach oraz (zwłaszcza przez społeczność tamilską) na Mauritiusie, w Malezji i Singapurze. Wypada podczas pełni Księżyca podczas tamilskiego miesiąca thai i związane jest z narodzinami boga wojny Murugana, młodszego z synów Śiwy i Parwati. Odbywają się liczne procesje podczas których widać umartwiających się ochotników. Formą modlitwy jest niesienie symbolicznych ciężarów kavadi.
Podczas obchodów święta wykonywany jest taniec kavadi attam.
W samych Indiach miejscowości słynące z hucznych obchodów to Palani w Tamil Nadu oraz Karamana w Kerali.

## Dokładne daty obchodzenia Thaipusam
- 3 lutego 2015
- 24 stycznia 2016
- 9 lutego 2017
- 31 stycznia 2018
- 21 stycznia 2019
- 8 lutego 2020
- 28 stycznia 2021
- 18 stycznia 2022